# Nepal en los Juegos Paralímpicos de Tokio 2020
Nepal estuvo representado en los Juegos Paralímpicos de Tokio 2020 por una deportista femenina. El equipo paralímpico nepalí no obtuvo ninguna medalla en estos Juegos.